# Advantage Benefits Endeavour Cycling Team/2005
Deze pagina geeft een overzicht van de wielerploeg Advantage Benefits Endeavour Cycling Team in 2005.

## Algemeen
Sponsor: Advantage Benefits Endeavour
Algemeen manager: Tom Schuler
Ploegleider: Robbie Ventura

## Renners
| Naam             | Geboortedatum | Nationaliteit    | Ploeg 2004              |
| ---------------- | ------------- | ---------------- | ----------------------- |
| Brent Bookwalter | 16-02-1984    | Verenigde Staten | neoprof (vanaf 01-07)   |
| Richard England  | 09-07-1981    | Australië        | neoprof                 |
| Wesley Hartman   | 04-02-1983    | Verenigde Staten | neoprof                 |
| Eddy Hilger      | 16-06-1972    | Verenigde Staten | Marco Polo Cycling Team |
| Karl Menzies     | 17-06-1977    | Australië        | neoprof                 |
| Garrett Peltonen | 02-11-1981    | Verenigde Staten | neoprof                 |
| Frank Pipp       | 22-05-1977    | Verenigde Staten | neoprof                 |
| Nick Reistad     | 14-03-1983    | Verenigde Staten | neoprof                 |
| Jake Rytlewski   | 07-12-1982    | Verenigde Staten | neoprof                 |
| Brian Sheedy     | 21-10-1976    | Verenigde Staten | Team Seasilver          |

2005 · 2006 · 2007 · 2008 · 2009 · 2010 · 2011 · 2012